# Toots & the Maytals
Toots & the Maytals, originalmente chamado The Maytals é um grupo musical jamaicano. É uma das mais conhecidas bandas de reggae, rocksteady e ska. The Maytals foi formado no início dos anos 1960 e foram figuras-chave na popularização do reggae. O vocalista Toots Hibbert foi nomeado como um dos 100 Maiores Cantores de Sempre pela Rolling Stone. Seu single de 1968 "Do the Reggay" foi a primeira canção e a primeira utilização da palavra "reggae", nomeando o gênero e o apresentando ao mundo. Como o fundador da Island Records, Chris Blackwell diz, “Os Maytals eram diferentes de qualquer outra coisa ... sensacional, original e dinâmico.”

## Discografia
Álbuns de estúdio
- Never Grow Old (1964)
- The Sensational Maytals (1965)
- Sweet And Dandy (1969)
- From The Roots (1970)
- Monkey Man (1970)
- Greatest Hits (1971)
- Slatyam Stoot (1972)
- Funky Kingston (1973)
- Roots Reggae (1974)
- In the Dark (1974)
- Reggae Got Soul (1976)
- Toots Presents The Maytals (1977)
- Pass the Pipe (1979)
- Just Like That (1980)
- Knock Out! (1981)
- Toots In Memphis (1988) [álbum solo de Toots]
- Recoup (1997)
- Ska Father (1998)
- World Is Turning (2003)
- True Love (2004)
- Light Your Light (2007)
- Flip and Twist (2010)
- Pressure Drop - The Golden Tracks (2011)
- Got to Be Tough (2020)